# Schizotetranychus tumidus
Schizotetranychus tumidus är en spindeldjursart som beskrevs av Wang 1981. Schizotetranychus tumidus ingår i släktet Schizotetranychus och familjen Tetranychidae. Inga underarter finns listade i Catalogue of Life.